# 吉野水分神社
吉野水分神社（よしのみくまりじんじゃ）は、奈良県吉野郡吉野町子守地区（吉野山上千本）にある神社。別名を子守宮と称す。2004年（平成16年）7月に、ユネスコの世界遺産『紀伊山地の霊場と参詣道』を構成する資産の一部として登録された。

## 歴史
創建年代については不詳である。当社に関する最も古い記録は『続日本紀』の文武天皇2年（698年）4月29日の条で、「馬を芳野水分峰神に奉る。雨を祈ればなり」とあり、芳野水分峰神に馬を奉り祈雨したとの記述である。また、万葉集には「神さぶる岩根こごしきみ吉野の水分山を見ればかなしも」とあり、都から遠く離れた水分山が歌に詠まれていることから、吉野の水分が信仰されていたことが窺える。元来は吉野山の最奥部、吉野町、黒滝村、川上村の境に位置する青根ヶ峰の山頂に位置していたとされ、その山頂から西北約1ｋｍの山腹には元・水分神社跡と伝わる場所が残っている。青根ヶ峰は吉野川の支流であり、東へ流れる音無川、北へ流れる喜佐谷川、西へ流れる秋野川などの源流となる山で「水分 = 水配り」の神の鎮座地にふさわしい場所である。大同元年（806年）頃に現在地へ遷座した。延喜式神名帳では「大和国吉野郡 吉野水分神社」として記載され、大社に列し、月次・新嘗の幣帛に預ると記されている。社家は前防家である。
葛城水分神社・都祁水分神社・宇太水分神社と共に大和国四所水分社の一つとして水の神を祀り古くから信仰されてきた。約700年前の室町時代より当社境内で御田植神事（後述）が行われているが、神社がある吉野山では水田が無いにもかかわらず神事が行われるのは、里に水を行き渡らせる「水分」の神が祀られているからである。さらに、「みくまり」が「みこもり」と訛り、「御子守り」として、平安時代中期頃から「子守明神」と呼ばれるようになり、藤原道長の日記『御堂関白記』や清少納言の『枕草子』にも「子守明神」として登場している。また、道長は寛弘4年（1007年）に、金峰山山上の子守明神に金銀五色等を奉ったと記録に残り、当時の権力者からも崇敬を受け子授けの神が信仰を集めていたことが分かる。
12世紀ごろには神仏習合により、水分神は地蔵菩薩の垂迹とされ（子守権現）、金峰山の蔵王権現（金峯山寺）に属する神社として修験道の行場の一つとなっていた。
豊臣秀吉が文禄3年（1594年）に吉野の花見で吉水院（現・吉水神社）を本陣とし5日間滞在したが、そのおりに当神社を訪れ子授けを祈願し、秀頼を授かったと伝わる。現在の社殿は秀吉の意志を継いだ秀頼によって慶長10年（1605年）に再建され桃山建築の華麗な様式を伝えている。作事奉行を務めたのは豊臣家臣で尼崎郡代の建部光重である。
本居宣長は、父・定利が子守明神へ祈誓し授かった子であると、子供の頃に母から度々聞かされたため、のちに宣長は『菅笠日記』で自身を水分神社の申し子と記し、また、他にも水分神社を歌にも詠んでいる。
明和4年（1767年）、紀の川の難所ザタブチ（ザッタブチ、座頭淵）において年々死者が出たため、筏乗り達が相談の末、水分神社に高さ61段の石段を献納し、それから1人も水難が無かったため、「筏乗りの神様」と崇められたという伝説がある。
明治の神仏分離によって金峯山寺より独立し、村社に列格した。

### 社殿の再建年
文献によっては再建年が「慶長9年（1604年）と慶長10年（1605年）の2説がある。その一例を上げると信頼性が高いと考えられる文化庁設置の「国指定文化財等データベース」があるが、その中の「紀伊山地の霊場と参詣道」の構成資産「吉野水分神社」の説明文で、「吉野水分神社社殿は本殿・拝殿・幣殿・楼門・回廊からなり、1604年に再建されたもの」とあるが、同じデータベース内の重要文化財「吉野水分神社」を見ると「1605年」となっている。同じ文化庁のデーターベースでさえ2説が混同されている。考えられる理由として、豊臣秀頼が吉野水分神社へ奉納した神輿に「慶長九年九月」の墨書銘があり、釣灯籠・鰐口・柴灯籠などの銘文、本殿長押の墨書にも慶長9年（1604年）とあるが、本殿棟札は慶長10年（1605年）となっている。そのためそれらが混同され、文献によって再建年の違いが出ていると考えられる。ここでは本殿棟札が慶長10年（1605年）であることを根拠に社殿再建年を慶長10年（1605年）として扱う。

## 祭神
- 正殿：主祭神 - 天之水分大神（あめのみくまりのおおかみ）[1]。水の分配を司る神。
- 右殿：配祀神 - 天津彦火瓊瓊杵命、玉依姫命、天萬栲幡千幡比咩命[1]。
- 左殿：配祀神 - 高皇産霊神、少名彦神、御子神[1]。

『神社要録』では「天水分神・国水分神」、『神名帳考証』『大和国大小諸神社神名記並縁起』では単に「水神」と記されている。

## 境内
境内は、北東向の急斜面を掘削し平らに造成した場所にあり、参道の入口は、西方にある大峰山に続く大峯奥駈道に面している。参道入口から石段が続き、石段上部に楼門が建ち、楼門には南北両回廊が接続する。社殿は「コ」の字型に配置され、境内に入って一番奥側正面に幣殿が建ち、左側に拝殿、そして右側には、祭場である中庭を挟んで向かい合うように本殿が建つ。現在の社殿は、豊臣秀頼が秀吉の遺志を継いで再建したもので、棟札から慶長10年（1605年）に建立されたと推測され、重要文化財に指定されている。また秀頼が奉納した重要文化財の御輿、柴灯（さいとう）、芋の葉灯籠がある。境内には人工的に造成された地形や地割が確認されており、境内の地下の一部には当神社の歴史的、宗教的変遷を示す遺跡（遺構や遺物）が良好に埋蔵されている。また吉野山は国の史跡及び名勝に指定されているが、境内はその指定範囲内にある。

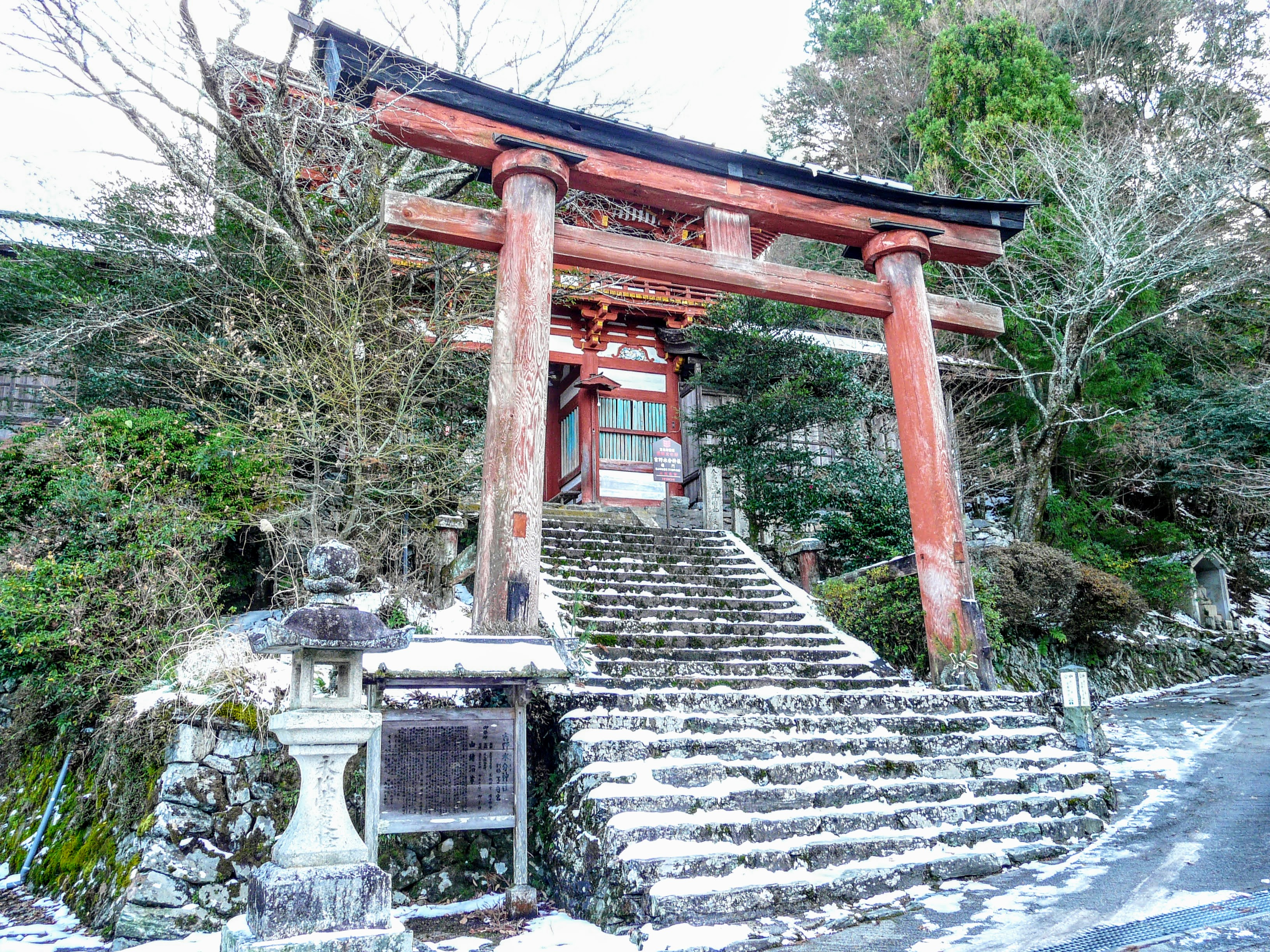
冬季は凍結することがある。

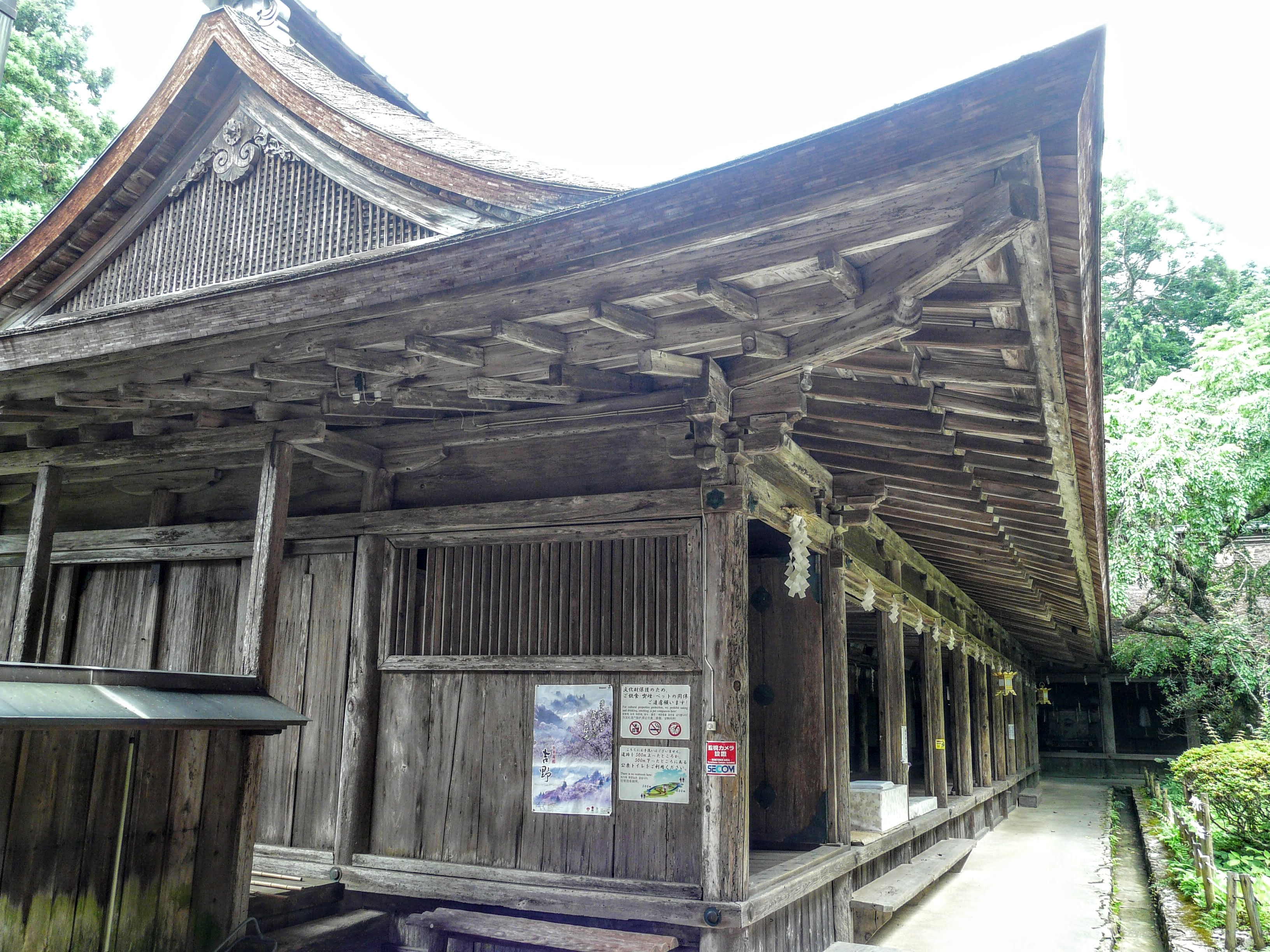
長大な拝殿

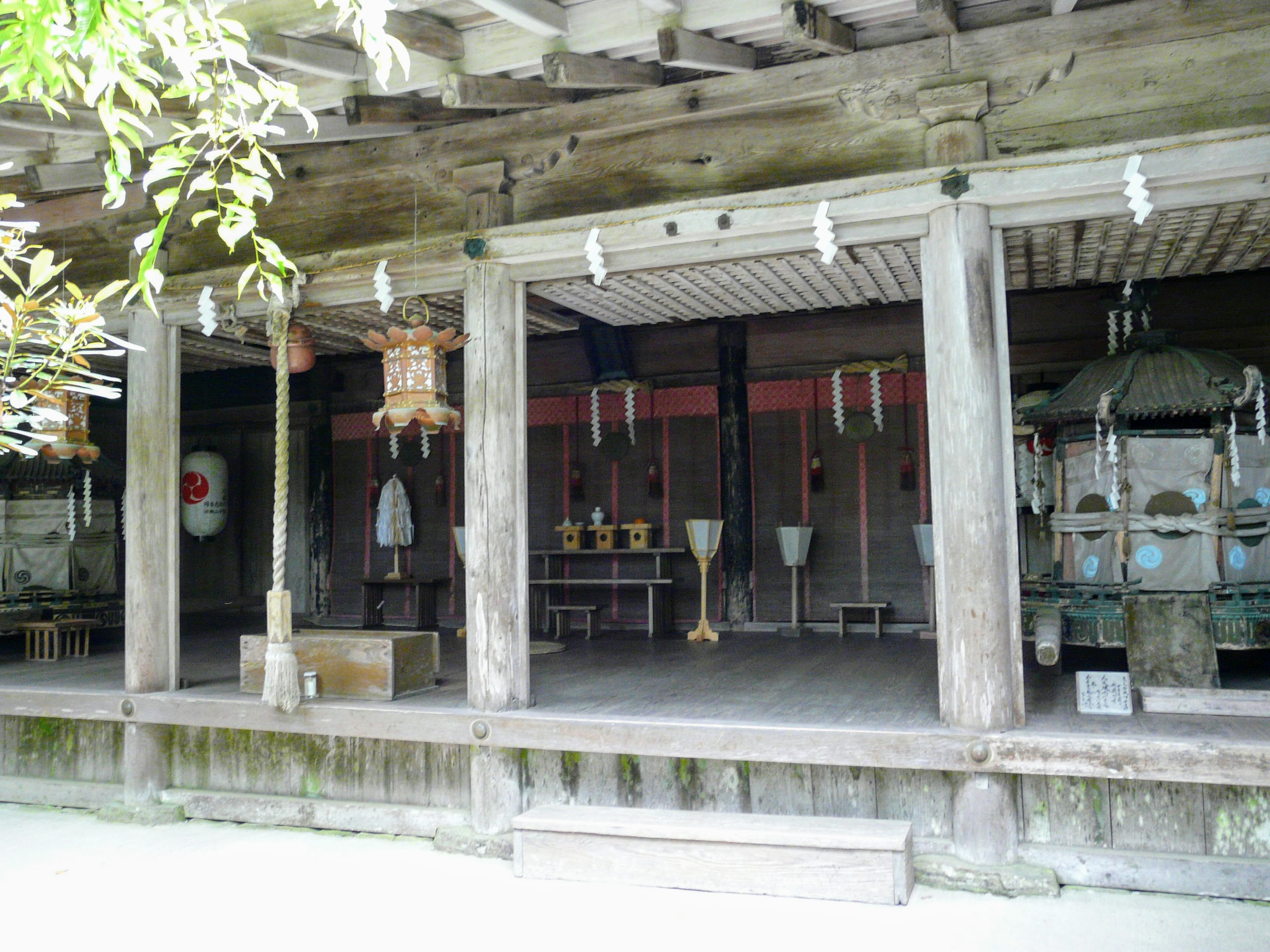
幣殿内両端に八角形の古典的神輿が置かれ、正面に神棚がある。

- 社殿

慶長10年（1605年）に建部光重を奉行として豊臣秀頼が再建。重要文化財に指定されている。
- 本殿

前面に石垣が積まれた基壇上に建ち、3殿を1棟続きにした特異な形状である。正面の3箇所に千鳥破風があり、中央に春日造、左右に流造の3殿を相の間で横に繋げ1棟としている。桁行9間、梁間2間、檜皮葺。3殿ともに前面に格子戸があり、正面に独立して縁、木階が設けられている。花鳥・禽獣などを入れた蟇股や極彩色飾金具など桃山時代の特色をよく示している。
- 透塀

基壇上に本殿を囲うようにある。
- 幣殿

切妻造、こけら葺、桁行六間、梁間四間。背面に板葺の下屋が附属する。二軒疎垂木、素木（しらき）の簡素な造り、西北側（向かって左）で拝殿の屋根と接続している。内部は棟通りで前後に分かれ、前面は右端に小部屋がある広い板の間で、奥行きの浅い神棚が横一列に3ヶ所置に設置されている。背面は3室に仕切られている。
- 拝殿

入母屋造、こけら葺、桁行十間、梁間東面四間、西面三間、本殿に向かい合うように建ち、後方は傾斜地のため後部は懸造となっている。正面は西端の間を除き、蔀戸（しとみど）構えで、化粧屋根裏の広縁がひろがり、その他は小部屋となっている。内陣には棹縁（さおぶち）天井を張る。社務所も兼ねている。
- 回廊（南北 2棟）

2棟とも、一端が切妻造で楼門に接続する。とち葺、桁行三間、梁間二間。北回廊の外側は傾斜地のため懸造となっている。軸部は角柱を立て、組物は大斗肘木（だいとひじき）、軒は二軒（ふたのき）疎垂木（まばらだるき）、妻飾は扠首（さす）組となっている。
- 楼門

入母屋造、とち葺、三間一戸。下層柱上に三手先の腰組が組まれ、中備は、正面が蟇股、その他は間斗束（けんとづか）となっている。上層は三手先組物と間斗束で、妻には双斗（そうと）花肘木と笈形（おいがた）付太瓶束（たいへいづか）を組んで装飾している。
- 鳥居

大峯奥駈道に面し建つ。
- 境内社
  - 大神社 - 祭神：天之久比奢母智命、高龗神、国之久比奢母智命[5]。
  - 柴神社 - 祭神：大己貴神、少彦名神[5]。子供の皮膚の守護神として崇敬がある。

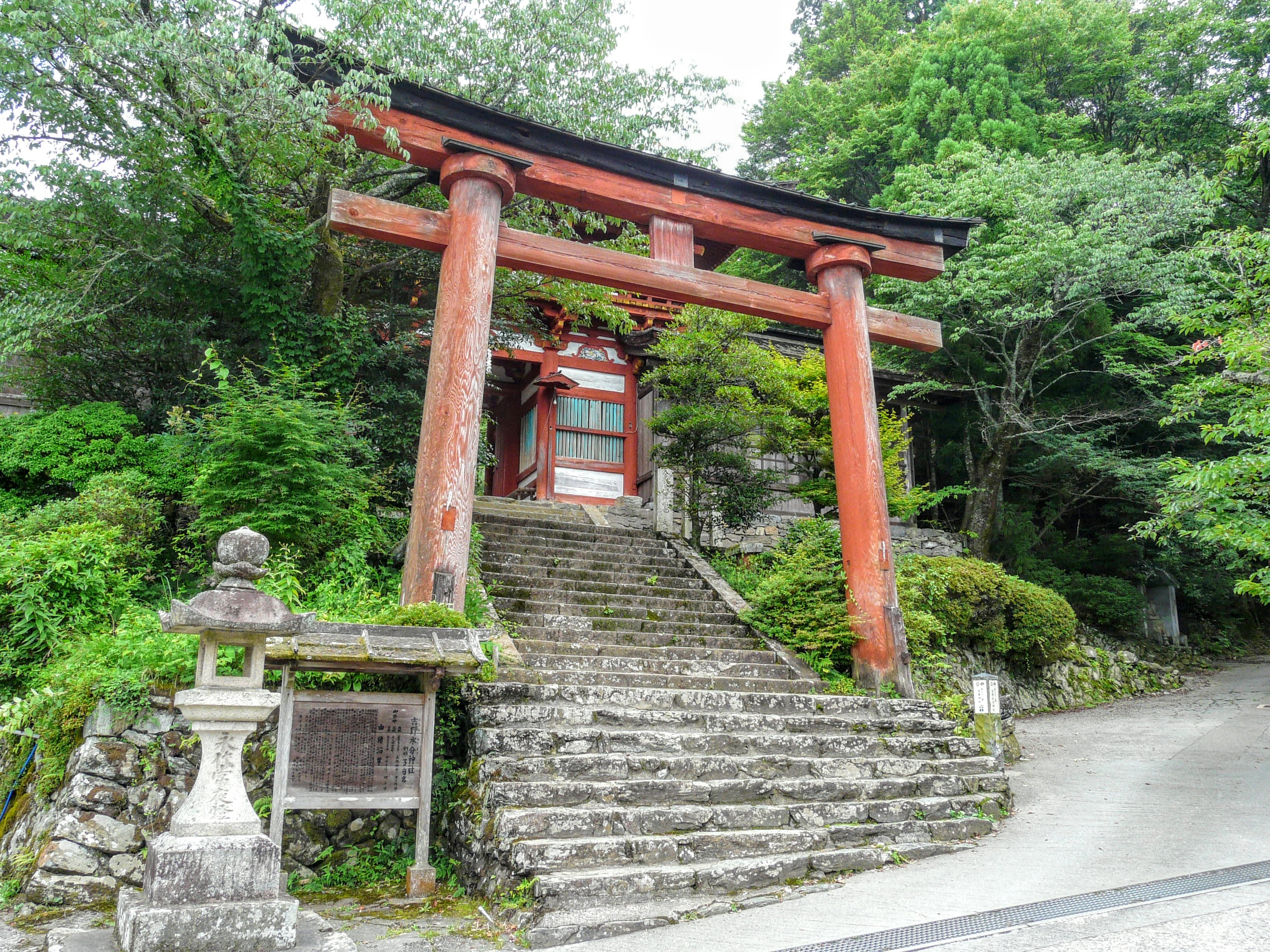
境内入り口の石段と鳥居。後方に楼門
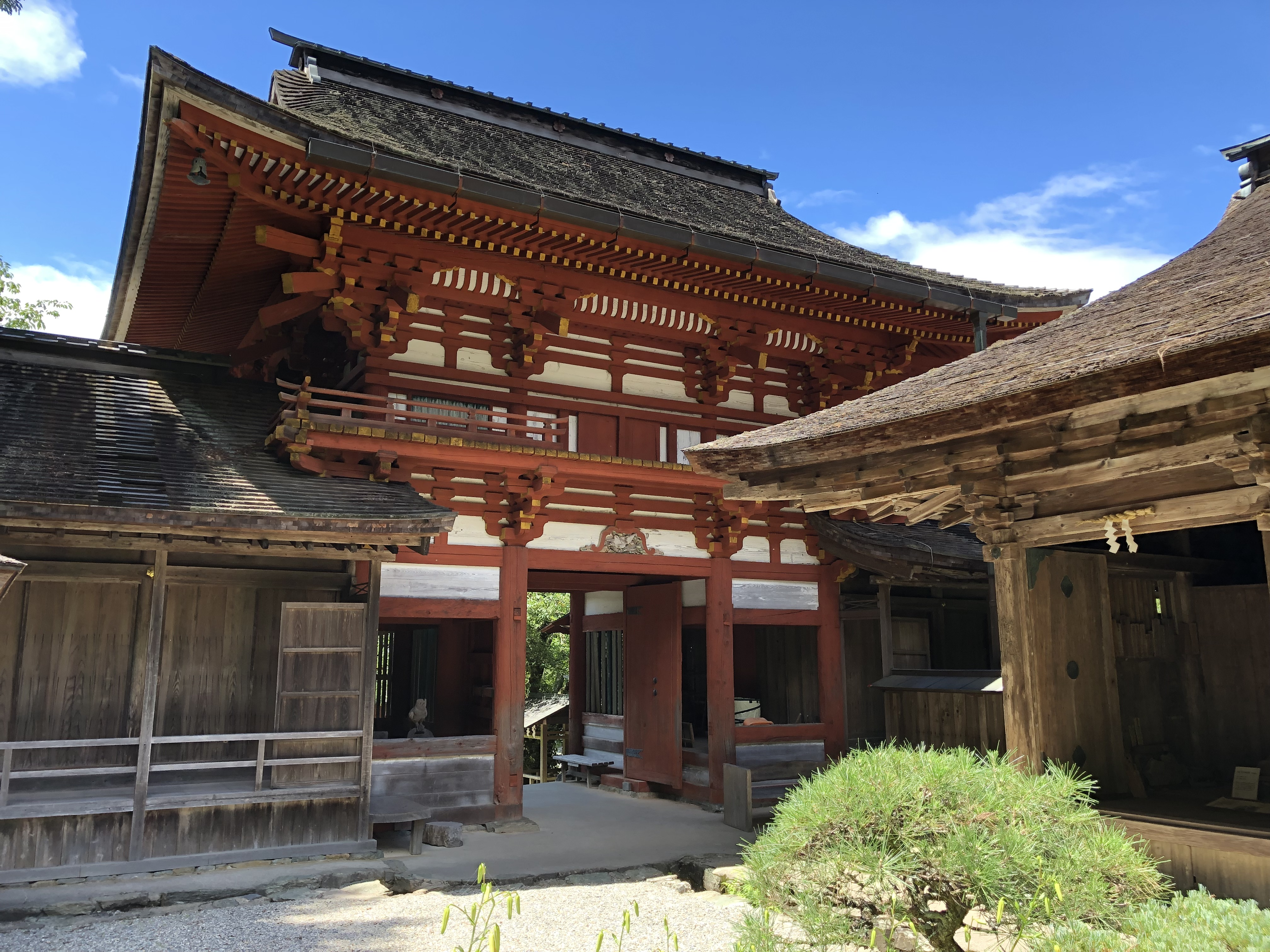
楼門（境内側から見る）。右手前は拝殿、左は南回廊。
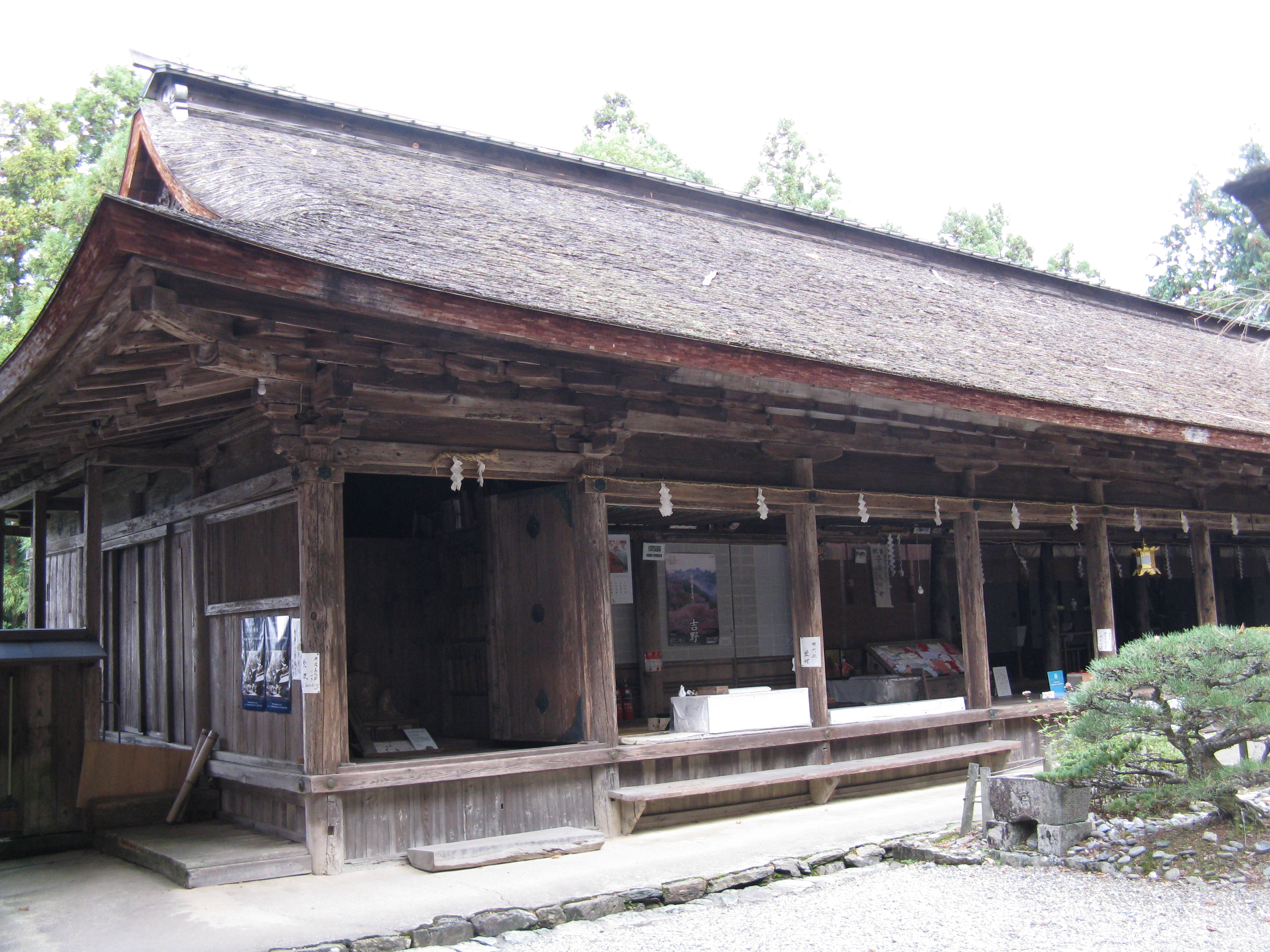
拝殿
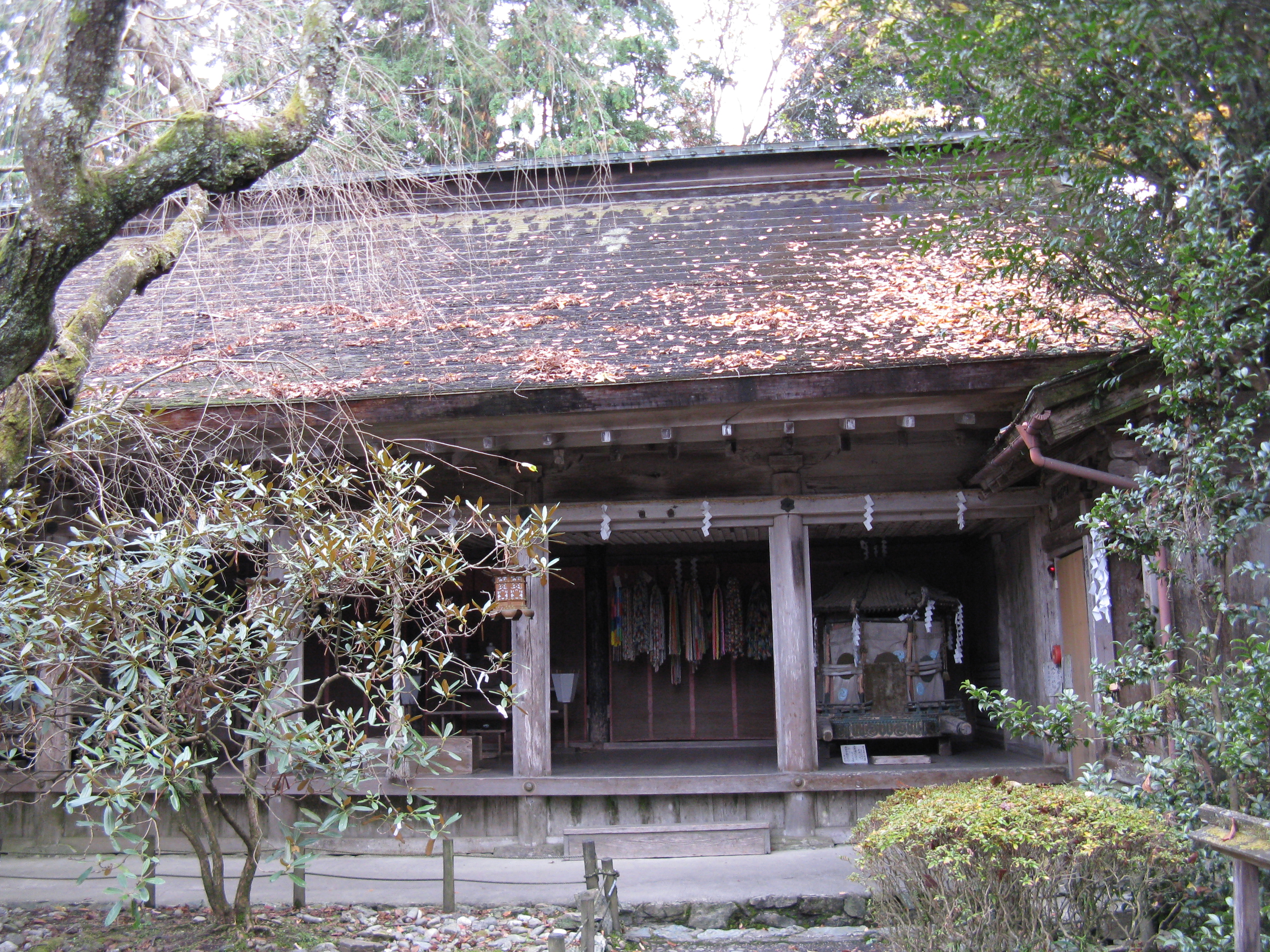
幣殿
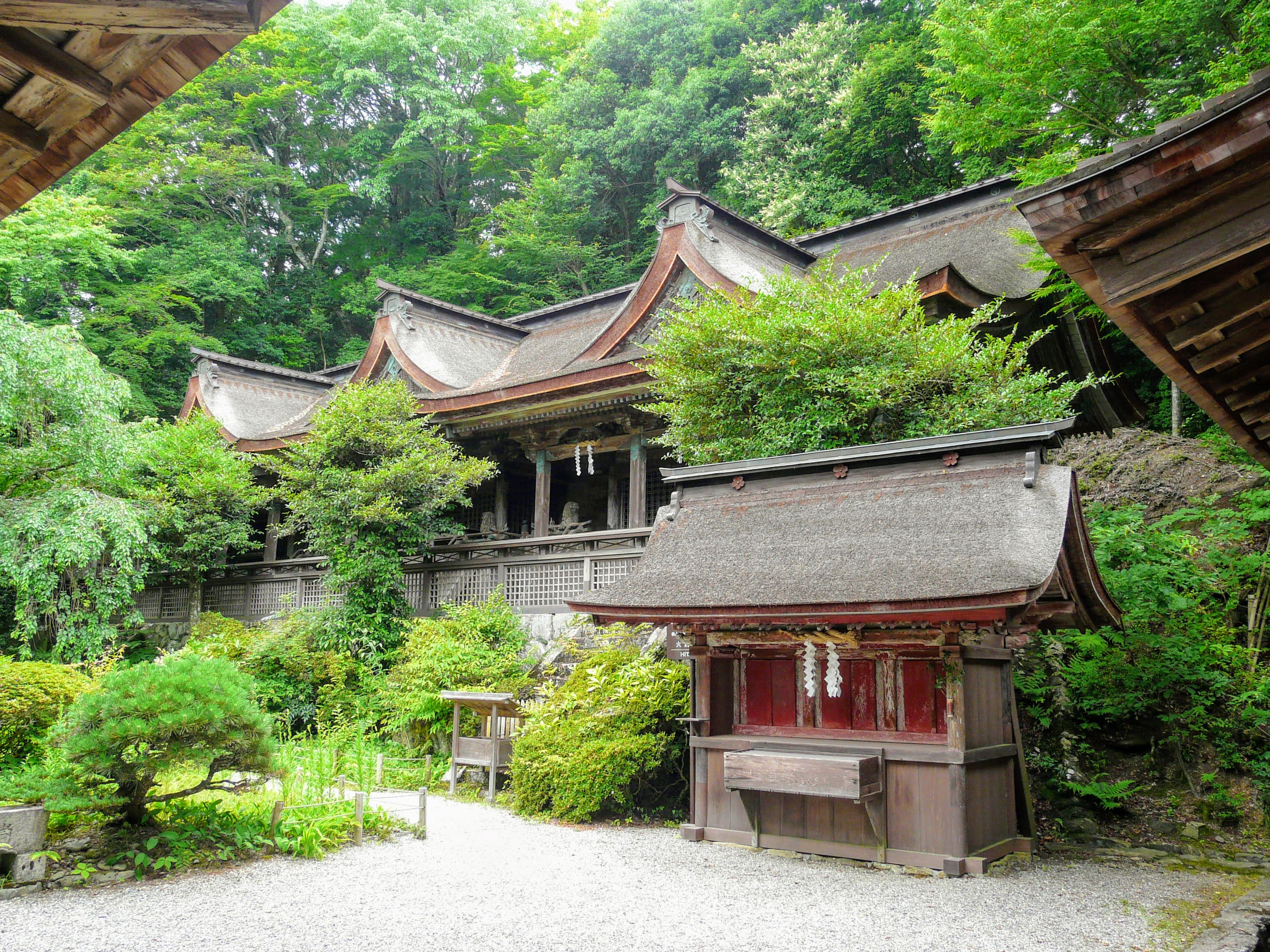
本殿と前方に本殿を囲うように透塀。右手前は境内社・柴神社。
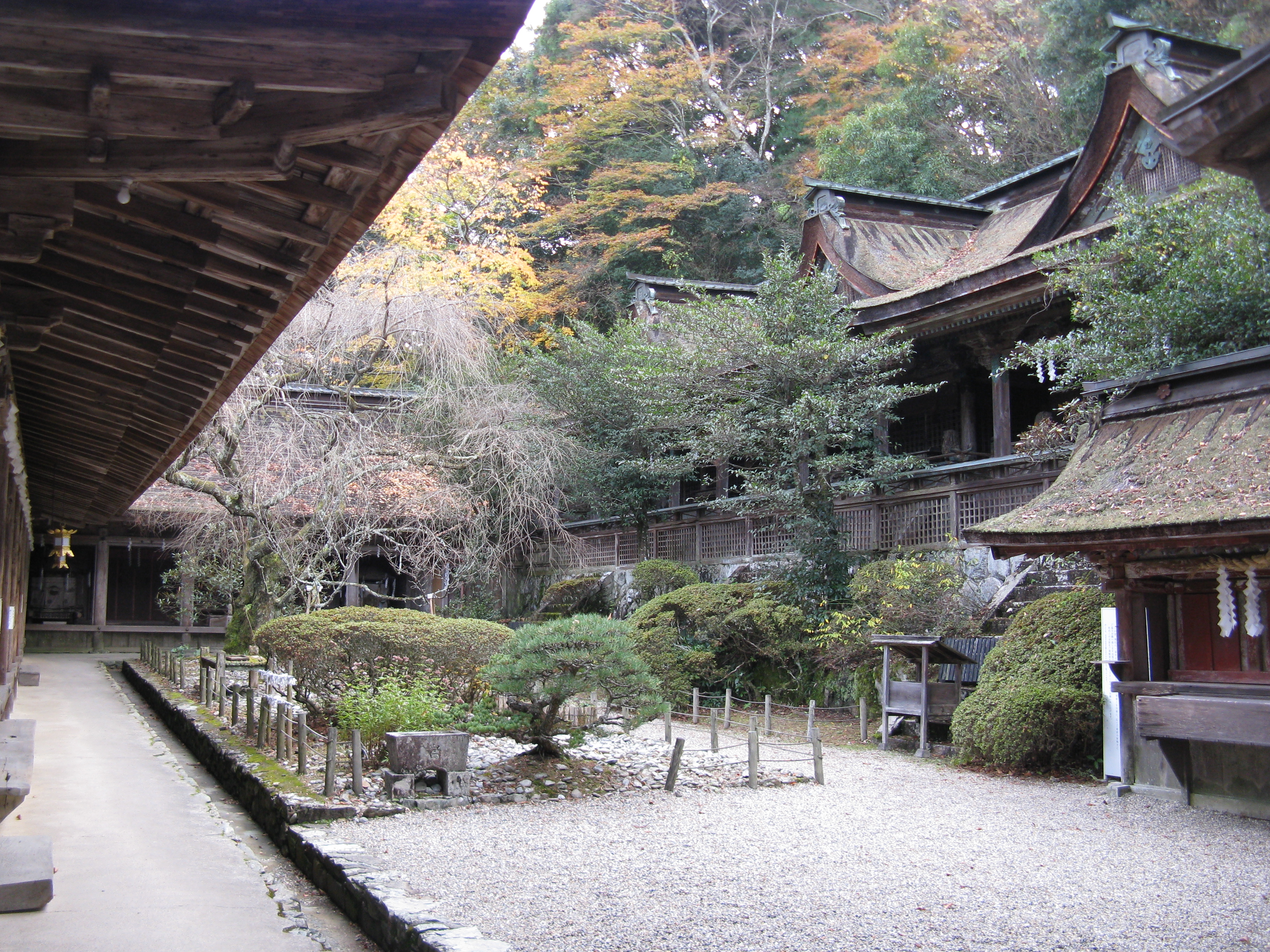
神社内の景観。右手奥は本殿、左は拝殿の軒、正面奥に幣殿がある。

## 御田植神事
「御田植祭」は、毎年4月3日に五穀豊穣を願い吉野水分神社内で行われる神事である。吉野町指定無形民俗文化財に指定されている。この神事は、約700年前の室町時代より続く祭で、１年の豊作を予め（あらかじめ）祝う「予祝」神事であり、田のない吉野山で御田植神事がなわれるのは、里に水を行き渡らせる「水分」の神が祀られているからである。白衣に翁面をつけた田男と、牛面をつけた牛に扮する男が拝殿に現れ、鋤、鍬、馬鍬、柄振（えぶり）、 籠などの田仕事の農具を持ち、田を耕すところから稲の刈り入れまでの農作業の手順を、祝い詞の問答を繰り返しながら厳粛に繰り広げたあと、田男が拝殿から御供撒きを行う。翁面をつけて行われる翁舞は、翁舞の演者が神の「依代」と考えられ、神事における神の出現を演出しているとされ、翁舞を行う者は一座の最長老しか勤めることができない特別な芸能である。そのため室町時代には、吉野猿楽（桧垣本猿楽座・栃原猿楽座・巳野座・延命大夫座・宇治猿楽座）の桧垣本猿楽座が300年間務めていたが、江戸幕府による大和四座を中心とする統制政策により、桧垣本猿楽座一族は江戸に赴き縁戚関係にあった観世座の一員となった。そのため神社・禰宜が受け持つが、それも禁止されたため、「手能」と呼び素人が演じることとなり、地元の子守集落の人々によって演じ続けられてきたが、当時の翁を演じていた者が高齢を理由に継続できなくなり、1995年ごろに当時の吉野山青年団に託され、現在は吉野山の住民で組織される御田植神事保存会「御田講」が継承している。御田植神事は本来、年の初めの正月行事として、もしくは２月に行われるのが慣例だった。また大正時代には、奈良・春日大社の御田植神事の巫女神楽を伝習して成立した八乙女舞が存在していたが、様々な変遷を経て現在の4月に行われる「御田植祭」として継承されるようになった。1年の田仕事をユーモラスに演じることから、会場から笑いを誘い、吉野山では親しみを込め「オンダ（御田）」とよび、吉野山に桜が咲く少し前に行われることから、吉野山に春を告げる祭事となっている。

## 文化財

### 国宝

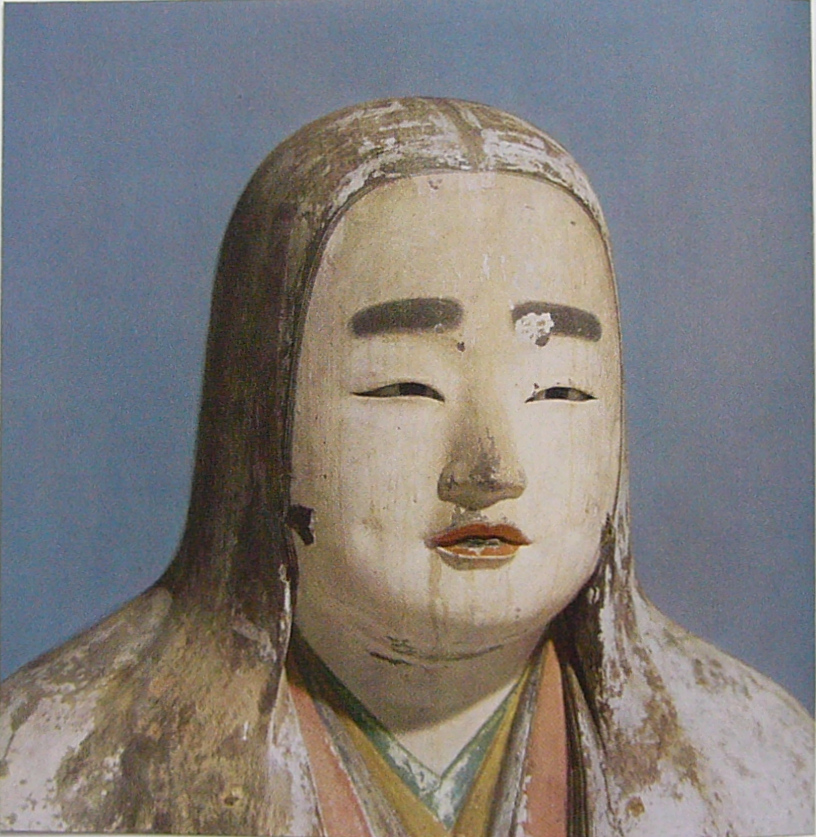
玉依姫像 部分

- 木造玉依姫命坐像 - 国宝指定年月日：1956年（昭和31）6年28日[26]

（1901年（明治34）8月2日に旧法により指定され重要文化財であった。）。建長3年（1251年）鎌倉時代の作。像高82.4cm。檜の寄木造、玉眼。女房装束をまとい、頬にはえくぼを表し、口を僅かに開き上歯にはお歯黒を塗る。その高貴な女官姿は、神像というより絵巻物の女性か、実在の人物を彫刻に再現したかと思わせる。日本の神像彫刻には素朴な作風のものが多い中で、本作品は玉眼（眼の部分に水晶を嵌め込む技法）を採用した本格的な彫刻である。像内の銘文（建長三年十月十六日の銘がある。）により、建長3年（1251年）に宣陽門院が大旦那となって造像されたことが分かる。長く秘蔵された為、保存状態は非常に良い。本殿の右殿（向かって左）に安置される。神社の御神体である為、一般には公開されず、展覧会等に出品された記録もない。

### 重要文化財
- 吉野水分神社（本殿・拝殿・幣殿・楼門・回廊） - 指定年月日：1901年（明治34年）3月27日[15][16][17][18][19][20]。

豊臣秀頼により慶長10年（1605年）に再建された以下の社殿6棟が登録されている。
- 本殿 - 附：透塀 1棟、棟札 4枚。
- 幣殿
- 拝殿 - 附：釣燈籠 4個。
- 回廊（北）
- 回廊（南）
- 楼門

- 木造天万栲幡千々姫命坐像（あめのよろずたくはたちちひめのみこと） - 指定年月日：1901年（明治34年）8月2日[28]。

像高90.0cm。檜の一木造。平安時代末期の作。二重瞼の目に眉根をよせて目尻を釣り上げた、女神像でありながら厳しい表情を見せる。（栲幡千々姫命には別名もある。）

### 国の史跡及び名勝
- 吉野山 - 指定年月日：1924年（大正13年）12月9日[29]。吉野水分神社の境内を含む吉野山が、史跡及び名勝として指定されている[5]。

### 奈良県指定
有形文化財
- 黒漆金銅装神輿（附：黒漆金銅装神輿1基、再興銘板1面）（工芸品） - 指定年月日：2017年（平成29年）2月14日指定。

慶長九年九月の墨書銘がある。桃山時代・慶長9年（1604年）の作で豊臣秀頼が奉納したもの。

### 吉野町指定
無形民俗文化財
- 吉野水分神社の御田植 神事 - 指定年：1978年（昭和53年）。

「お田植祭」は、約700年前の室町時代より続き、毎年4月3日に五穀豊穣を願い境内で行われる「予祝」神事である（既述）。

## 世界遺産
ユネスコの世界遺産『紀伊山地の霊場と参詣道』を構成する霊場「吉野・大峯」の構成資産の一つとして2004年に登録されている。
吉野水分神社と境内を含む吉野山が、構成資産として世界遺産に登録されている。 
- 吉野水分神社 - 登録種別：「遺跡」。登録概要「吉野山の地主神を祀る神社の遺跡」。
- 吉野山 - 登録種別：「遺跡・景観」。登録概要「山岳信仰と修験道の聖地」。

## アクセス
- 近鉄吉野線吉野駅より吉野ロープウェイ乗り換え「吉野山」下車、徒歩約1時間30分。または吉野山駅からバスで23分の「高城山展望台」下車、徒歩15分。
- 自動車の場合は門前横に2台ほどの無料駐車スペースがあるが、道幅は細く車の対向が厳しい部分が多い。4月（桜シーズン）は時間帯により自家用車の吉野山への入山規制がある。
- 宮滝バス停から吉野水分神社への道（約4.6km、所要時間約1時間40分）は「吉野宮滝万葉の道」と呼ばれ、黒滝・天川地方からの伊勢参宮の道でもあった[33]。

## 拝観
拝観無料。拝観時間8時から16時。4月のみ8時から17時。